# Spookstation

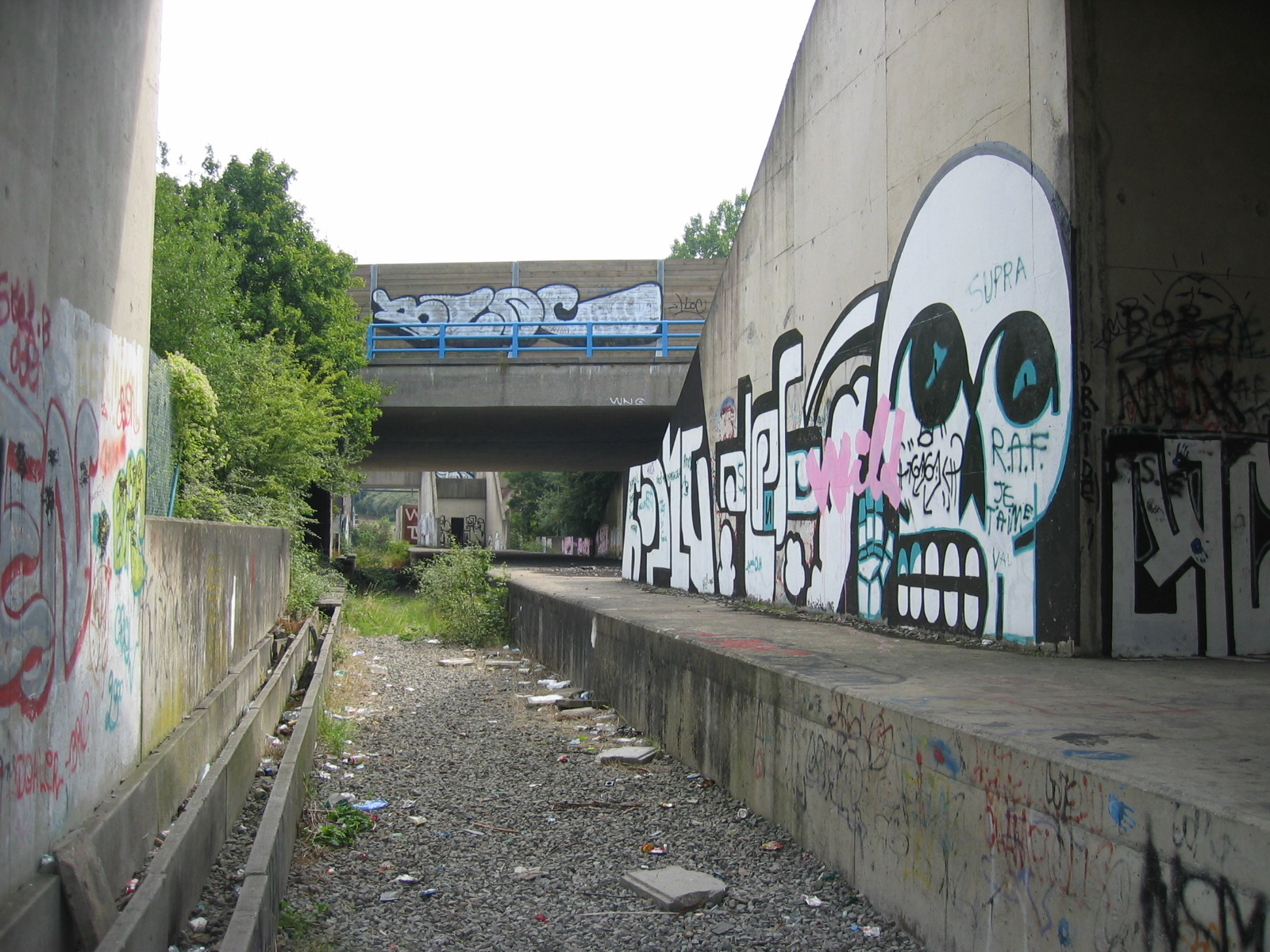
Metro van Charleroi - dit deel is nooit afgebouwd.

Een spookstation is een spoorweg- of metrostation dat niet of niet meer wordt gebruikt.
Vaak liggen spookstations aan opgeheven lijnen, maar soms ook aan lijnen die nog in gebruik zijn. Een voorbeeld van dit laatste is het Nederlandse station Soestduinen waar het perronmeubilair pas 10 jaar na de sluiting werd verwijderd.
Het kan gaan om afgedankte stations die leegstaan, of om bouwwerken die werden aangelegd in perioden van hoogconjunctuur en waarvan de afwerking of ingebruikname niet is doorgegaan. Bekend voorbeeld zijn de stations die onderdeel zijn van de Belgische Grote nutteloze werken (grands travaux inutiles): delen van de Metro van Charleroi en de Antwerpse premetro zijn wel gebouwd maar nooit in gebruik genomen. Een Nederlands voorbeeld is station Lelystad Zuid. Doordat Lelystad minder snel groeide dan verwacht ligt het station vooralsnog in onbebouwd gebied.
Spookstations zijn doorgaans niet terug te vinden in de dienstregelingen en op netkaarten. Een uitzondering gold voor Berlijn (zie hieronder).
In de metro van Londen bevinden zich enige gesloten stations, waarvan sommige worden gebruikt bij filmopnamen. De metro van Parijs kent elf gesloten stations, waarvan er twee (Haxo en Porte Molitor) nooit geopend zijn. Ook voor de langverwachte, maar nog steeds niet gerealiseerde U10 in Berlijn is in ruwbouw al een station gebouwd.

## Spookstations inBelgië

### Spookstations van depremetro in Antwerpen
- Carnot (ingericht als nooduitgang)
- Collegelaan (ingericht als nooduitgang)
- Drink (ingericht als nooduitgang - opening gepland 2026)
- Foorplein (met platen dichtgemaakt)
- Morckhoven (met platen dichtgemaakt - opening gepland 2027)
- Stuivenberg (opening gepland 2027)
- Willibrordus (opening gepland 2027)

### Spookstations van deBrusselse metro
- Sainctelette

## Spookstations in Nederland

### Trein
- Station Doetinchem Stadion
- Station Doetinchem West
- Stopplaats Hengelo FBK stadion
- Station Lelystad Zuid
- Halte Onze Lieve Vrouwe ter Nood
- Station Rotterdam Bergweg
- Station Rotterdam Hofplein[2]
- Station Rotterdam Wilgenplas[2]

### Metro
- Tunnelsegment onder station Weesperplein (Amsterdam)
- Ruwbouw station Sixhaven, onderdeel van de Noord/Zuidlijn in Amsterdam
- Station Rotterdam Hofplein[2]
- Station Rotterdam Wilgenplas[2]
- Ruwbouw station Rotterdam Lombardijen voor lijn naar Ridderkerk

### Tram
- Voormalige tramhalte onder de Boulevard Zuid te Rotterdam.

## Spookstations in Duitsland

### Duisburg
Het op een viaduct gelegen stadtbahnstation Angerbogen van de U79 van de Stadtbahn van Dusseldorf en Duisburg bij het verlaten van Duisburg is nooit in gebruik genomen omdat de daar geplande woonwijk daar nooit in de gedachte omvang is gerealiseerd. De stadtbahn rijdt er al sinds de bouw in de jaren zeventig zonder te stoppen doorheen.      

### Ludwigshafen
In het kader van de sluiting van de voormalige lightrailtunnel in 2008 om kostenredenen werden het station Danziger Platz en Hauptbahnhof Ostausgang volledig gesloten en werd het station Rathaus gedeeltelijk gesloten.

### Spookstations in het gedeelde Berlijn
In Berlijn waren er ten tijde van de Berlijnse Muur tussen 1961 en 1990 in totaal zestien spookstations op twee metrolijnen en een lijn van de S-Bahn. Het metronet werd door de bouw van de muur verdeeld over de West-Berlijnse BVG en de Oost-Berlijnse BVB. De betreffende West-Berlijnse lijnen liepen onder het centrum van Oost-Berlijn door, maar alle stations (met uitzondering van het station Friedrichstraße) op dat deel van het traject waren gesloten. De stations waren wel zwak verlicht en stonden onder permanente bewaking door de grenspolitie. De stations Alexanderplatz en Stadtmitte waren alleen in gebruik voor de Oost-Berlijnse metro. Op Stadtmitte werd de verbindingstunnel tussen de U2 (oost) en de U6 (west) afgesloten en gebruikt als opslagplaats. Op Alexanderplatz kon men overstappen tussen de lijnen U2 (oost) en U5 (oost), maar de reizigers liepen dan via het perron van U6 (west), een probleem dat werd opgelost door een muur op de rand van dat perron te bouwen.
Merkwaardig is dat de Berlijnse spookstations wel werden vermeld op de netkaarten uitgegeven door de West-Berlijnse BVG, met een afwijkend symbool (een open vierkantje) en de opmerking dat de metrotreinen op die stations niet stopten. Ook op in het Westen uitgegeven stadsplattegronden waren de metrostations gewoon ingetekend (met de aanduiding gesperrt - afgesloten). Dit werd gedaan omdat West-Duitsland de DDR (Oost-Duitsland) niet erkende als staat en de stations liever open wilde houden. De BVG wilde aanvankelijk zelfs gewoon stoppen op de stations, hoewel er geen passagiers konden uitstappen en het alleen maar zou resulteren in onnodige vertraging. Dit werd echter verboden door de Oost-Duitse grenspolitie. Een compromis werd gevonden in het langzaam passeren van de stations.

#### Lijst van spookstations en laatste stations in West-Berlijn
Metro U6 (van noord naar zuid)
- Reinickendorfer Straße (laatste station in West-Berlijn)
- Stadion der Weltjugend (tot 1973: Walter-Ulbricht-Stadion, nu: Schwartzkopffstraße)
- Nordbahnhof (nu: Naturkundemuseum)
- Oranienburger Tor
- Friedrichstraße (grensovergang, overstapmogelijkheid naar S-Bahn S2 en S3)
- Französische Straße
- Stadtmitte
- Kochstraße (eerste station in West-Berlijn)

Metro U8 (van noord naar zuid)
- Voltastraße (laatste station in West-Berlijn)
- Bernauer Straße
- Rosenthaler Platz
- Weinmeisterstraße
- Alexanderplatz
- Jannowitzbrücke
- Heinrich-Heine-Straße
- Moritzplatz (eerste station in West-Berlijn)

S-Bahn S2 (van noord naar zuid)
- Wollankstraße (halte)
- Bornholmer Straße (spookstation)
- Gesundbrunnen (halte)
- Humboldthain (laatste station in West-Berlijn, vanaf hier verder via de noord-zuidtunnel)
- Nordbahnhof
- Oranienburger Straße
- Friedrichstraße (grensovergang, tevens overstapmogelijkheid naar U6 en S3)
- Unter den Linden
- Potsdamer Platz
- Anhalter Bahnhof (eerste station in West-Berlijn)

Sommige mensen mochten vanwege hun beroep niet op Oost-Duits grondgebied komen. Vandaar dat (ook al voor de bouw van de muur) op de laatste stations in West-Berlijn omgeroepen werd: "Letzter Bahnhof in Berlin-West". De Oost-Berlijnse BVB reageerde hier spoedig op door op de eerste stations in Oost-Berlijn, toen hier nog gestopt werd, de reiziger welkom te heten in het Democratische Berlijn.

### Dienstuitvoering op de Oost-Berlijnse trajecten
Door de jaren heen werden de tunnels steeds beter beveiligd door de grenspolitie. Er werd prikkeldraad tegen de perronranden aangelegd, waar niet zelden een metrotrein in verstrikt raakte. De daadwerkelijke grens was met een witte lijn op de wanden van de metrotunnel aangegeven, ter plekke zorgde een drievoudige lichtstraal ervoor dat alleen metrotreinen (die alle drie de stralen tegelijk onderbraken) konden passeren zonder een alarm af te laten gaan. Een persoon die slechts 1 of 2 stralen zou doorbreken, kon zo niet ongemerkt door de tunnel ontsnappen naar West-Berlijn. Grote platen waar geen mens overheen zou kunnen springen zorgden voor extra beveiliging. Zodra er iemand op zou stappen ging er een alarm af. Er schijnen zelfs op sommige plekken rolluiken te zijn aangebracht, die 's nachts gesloten werden. Dus ondanks het feit dat alle toegangen tot de tunnel in Oost-Berlijn afgesloten waren, werd de tunnel zelf ook goed beveiligd.
Alle Oost-Berlijnse trajecten werden door de BVB onderhouden. Mocht er onverhoopt iets mis gaan met de trein of met een reiziger, dan was men van de BVB en de Oost-Duitse grenspolitie afhankelijk voor een goede afhandeling, radiocontact met de West-Berlijnse controlekamer was verboden. De passagiers mochten onder geen beding de trein verlaten. Enige keren is het tot een evacuatie gekomen, waarbij de reizigers begeleid werden in bussen, en weer naar West-Berlijns grondgebied werden gebracht. Pas in de laatste jaren van de DDR was het de BVG toegestaan materieel in te zetten om een defecte metrotrein weg te slepen.